# Curd Jürgens
Curd Gustav Andreas Gottlieb Franz Jürgens (n. 13 decembrie 1915, München-Solln – d. 18 iunie 1982, Viena) a fost un actor de teatru și film germano-austriac.

## Date biografice
Curd Gustav Andreas este fiul unui om de afaceri din Hamburg și al unei actrițe franceze. El va vorbi deja ca și copil franceza și germana. Copilăria pe cara a avut-o în cartierul Westend, din Berlin, o amintește pe larg Curd Gustav în autobiografia sa. După terminarea școlii a lucrat la început ca jurnalist la cotidianul "8-Uhr-Abendblatt" din Berlin, în același timp studiază actoria și se prezintă în 1933 la studioul cinematografic german UFA (Universum Film AG). În 1944 după terminarea turnării filmului "Wiener Mädeln" (Fete vieneze), din cauza unui conflict avut cu fratele lui, Ernst Kaltenbrunner, un ofițer SS, este internat într-un Lagăr de muncă. După câteva săptămâni reușește să evadeze și să se ascundă. După terminarea celui de al doilea război mondial lucrează ca intendant la teatrul de stat din Straubing și la teatrul Hébertot din Paris. Nu are prea mult succes ca regizor în Austria. După 1945 primește cetățenia austriacă, din punct de vedere politic este un admirator al lui Willy Brandt. Curd Gustav a fost de cinci ori căsătorit, după cum urmează: cu actrițele Lulu Basler (1938), Judith Holzmeister (1947) și Eva Bartok (1955), cu manechinul Simone Bicheron (1958) și pe urmă, în 1978, cu Margie Schmitz. Din cauza staturii sale și a stilului său rece, a fost supranumit "Dulapul normand" de Brigitte Bardot. În anul 1905 a fost întocmită de revista Bild o listă a celor mai sexi bărbați, Curd Gustav ocupă pe listă, locul doi. El a avut mai multe domicilii, unde era servit de un personal numeros. În 1967 este de mai multe operat din cauza unei insuficiențe cardiace, cauzată de băutură, tutun și o alimentare excesivă. El moare în 1982, înainte de terminarea ultimului său film.

## Filmografie (selectată)
- 1935 Erste Filmrolle in Königswalzer
- 1939 Salonwagen E 417
- 1940 Operette
- 1942 Wen die Götter lieben
- 1943 Frauen sind keine Engel
- 1944 Wiener Mädeln
- 1948 Der Engel mit der Posaune
- 1952 1. April 2000
- 1953 Meines Vaters Pferde
- 1954 Rummelplatz der Liebe
- 1954 Orient-Express
- 1954 Eine Frau von Heute
- 1955 Generalul diavolului (Des Teufels General), regia Helmut Käutner
- 1955 Teufel in Seide
- 1955 Die Ratten
- 1955 Die Helden sind müde (Les héros sont fatigués)
- 1955 Du mein stilles Tal
- 1956 Und immer lockt das Weib (Et Dieu … créa la femme)
- 1956 Der Kurier des Zaren
- 1957 Auge um Auge
- 1957 Die schwarze Sklavin
- 1957 Duell im Atlantik
- 1958 Die Herberge zur 6. Glückseligkeit (The Inn of the Sixth Happiness)
- 1958 Jakobowsky und der Oberst (Me and the Colonel)
- 1958 Der Schinderhannes (Regie: Helmut Käutner)
- 1959 Der Sturm bricht los (Il vento si alza)
- 1959 Fähre nach Hongkong (Ferry to Hong Kong)
- 1960 Katja, die ungekrönte Kaiserin (Katia)
- 1960 Der Mann, der nach den Sternen griff ( Wernher von Braun)
- 1960 Gustav Adolfs Page
- 1960 Schachnovelle
- 1961 Oberst Strogoff (Le Triomphe de Michel Strogoff
- 1961 Bankraub in der Rue Latour (Regie und Darsteller)
- 1962 Ziua cea mai lungă (The Longest Day)
- 1962 Die Dreigroschenoper (Regie: Wolfgang Staudte)
- 1963 Flucht der weißen Hengste
- 1963 Begegnung in Salzburg
- 1964 Lord Jim (Regie:Richard Brooks)
- 1965 Das Liebeskarussell
- 1966 Blüten, Gauner und die Nacht von Nizza
- 1966 Der schwarze Freitag
- 1966 Der Kongress amüsiert sich
- 1966 Zwei Girls vom roten Stern
- 1968 ...und morgen fahrt ihr zur Hölle (Dalle Ardenne all'inferno)
- 1968 Der Arzt von St.Pauli
- 1969 Hello-Goodbye
- 1969 Mörder GmbH
- 1969 Auf der Reeperbahn nachts um halb eins
- 1969 Bătălia pentru Anglia (Battle of Britain), regia Guy Hamilton
- 1969 Bătălia de pe Neretva (Bitka na Neretvi)
- 1970 Engel der Gewalt
- 1970 Pfarrer von St. Pauli
- 1971 Mephisto Walzer
- 1971 Käpt’n Rauhbein aus St. Pauli
- 1973 In der Schlinge des Teufels (The Vault of Horror)
- 1973 Collin; TV după Stefan Heym
- 1974  Fräulein Else; TV după Arthur Schnitzler
- 1975 Der zweite Frühling
- 1977 Der Spion, der mich liebte (The Spy Who Loved Me)
- 1979 Sergent Steiner - Crucea de Fier, partea a 2a
- 1979 Berggasse 19
- 1980 Warum die UFOs unseren Salat klauen
- 1980 Teheran 43 (Teheran 43)

## Distincții
- 1955: Coppa Volpi (actor) - Des Teufels General und Die Helden sind müde
- 1966: Kainz-Medaille
- 1973: Premio Sorrento în Neapole
- 1976: Profesor universitar la academia de artă din Austria
- 1981: Verdienstkreuz des Verdienstordens der Bundesrepublik Deutschland
- 1981: Filmband in Gold (Banderola de Aur) pentru activitatea cinematografică
- 1982: Goldene Kamera

## Discografie
- Ferry To Hong Kong / Live For Love (1959; Top Rank)
- Blacky Jones / Majanah-Keh (1961; Ariola)
- Mackie Messer / Kanonen-Song (1963; Ariola)
- Ich hab’ Bäume ausgerissen / O Susanna (1969; Philips)
- Ich hab’ Bäume ausgerissen / Lonesome Traveller (1969; Philips)
- Auf der Reeperbahn nachts um halb eins / Kleine Möwe, flieg nach Helgoland (1970; Ariola)
- Überall ist es schön auf dieser Welt („Käpt’n Rauhbein-Song“) / Unter den schmutzigen Sternen der Stadt (1971; Telefunken)
- 60 Jahre – und kein bißchen weise / Wenn (1975; Polydor)
- Kalter Kaffee / Wenn man sich so den Tag betrachtet (1976; Polydor)
- Kopf oder Zahl / Gieß mir kein Wasser in den Wein (1977; Polydor)
- Waren das noch Zeiten / Winnetou (1981; RCA)